# Институт физики микроструктур РАН
Институт физики микроструктур РАН (ИФМ РАН) был создан в 1993 году (Постановление Президиума РАН № 173 от 28 сентября 1993) на базе Отделения физики твёрдого тела Института прикладной физики РАН. Первым директором института стал С. В. Гапонов (член-корр. РАН — с 1994 г., академик — с 2008 г., с 2009 г. — советник РАН). В 2009 году ИФМ РАН возглавил профессор З. Ф. Красильник, в 2015 году — профессор В. И. Гавриленко, в 2016 году — снова З. Ф. Красильник. В 2020 году исполняющим обязанности директора вновь стал В. И. Гавриленко, а в 2021 году институт возглавил А. В. Новиков.
С 2016 года институт является филиалом Федерального исследовательского центра ИПФ РАН.
ИФМ РАН входит в состав Отделения физических наук Российской академии наук, c 2009 по 2016 годы — в состав Нижегородского научного центра РАН (ННЦ РАН).
В институте проводятся фундаментальные научные исследования в области физики поверхности, твердотельных наноструктур, сверхпроводимости и многослойной рентгеновской оптики, а также технологии и применения тонких плёнок, поверхностных и многослойных структур.
В ИФМ РАН работают 275 сотрудников, из них более 140 научных сотрудников (21 доктор и 73 кандидата наук, 8 лауреатов Государственной премии, 1 лауреат Государственной премии Российской Федерации для молодых учёных).

## Структура
Институт состоит из 6 научных отделов и 8 инженерных, финансовых и хозяйственных подразделений. В состав института входят научно-образовательный центр (НОЦ), Центр коллективного пользования (ЦКП) и макетная мастерская.

### Отдел физики полупроводников
Основные направления деятельности отдела — развитие кремниевой оптоэлектроники ближнего ИК диапазона и освоение терагерцового диапазона с использованием полупроводниковых наноструктур. Развиваются методы молекулярно-пучковой эпитаксии светоизлучающих структур на основе SiGe/Si и Si: Er/Si, исследуются механизмы излучения и поглощения света этими структурами в ближнем ИК-диапазоне, физические принципы фотоприёмников, светодиодов и лазеров на их основе. Ведутся работы по обнаружению и изучению стимулированного излучения миллиметрового и субмиллиметрового диапазона длин волн в дырочном германии.
Кремниевые терагерцовые лазеры
В институте впервые наблюдалось при низких температурах (T ~ 4 K) стимулированное излучение терагерцового диапазона из монокристаллов кремния n-типа, обусловленное инверсным заселением возбуждённых состояний доноров при оптической накачке. Эти исследования являются продолжением исследований, отмеченных Государственной премией СССР в области науки и техники.
Лазеры с инверсией
Получен эффект стимулированного ТГц излучения в n-Si при оптическом резонансном возбуждении и фотоионизации. Лазерное излучение развивается на переходах 2р-1s (Т2) (Si:P, Si: Sb) или 2р-1s (Т2) (Si:As, Si:Bi).
Рамановские лазеры
Получен эффект вынужденного комбинационного (электронного) рассеяния в n-Si. Рамановский сдвиг определяется разницей энергий между состояниями 1s(A1) и 1s(E).

### Отдел физики сверхпроводников
Исследования отдела ориентированы на изучение физики сверхпроводимости и магнитных явлений в массивных и мезоскопических сверхпроводниках, магнетиках и их гибридах (структурах «сверхпроводник — нормальный металл», «сверхпроводник — изолятор» и «сверхпроводник — ферромагнетик»). Исследуются вопросы, связанные с физикой вихревого состояния сверхпроводниках и сверхтекучих жидкостях, джозефсоновскими системами и генераторами на их основе. Также изучаются вопросы, связанные с киральными явлениями в оптике, физическими основами и технологическими применениями оптоволоконных систем.

### Отдел многослойной рентгеновской оптики
Технологические и экспериментальные работы в области рентгеновской оптики многослойных тонкоплёночных структур ориентированы как на исследование фундаментальных свойств тонкоплёночных структур в рентгеновском диапазоне, так и на создание базы рентгеновской литографии. Институт является одним из мировых лидеров в области рентгеновской оптики, его достижения в этой сфере широко признаны ведущими научными центрами.

### Отдел технологии наноструктур и приборов
В отделе проводится исследование новых физических явлений в полупроводниковых гетероструктурах и высокотемпературных сверхпроводниках для дальнейшего применения в микро- и оптоэлектронике. Основными направлениями деятельности отдела являются развитие методов эпитаксии полупроводниковых гетероструктур на основе In, Ga, Al — As, N и сверхпроводящих систем на основе YBaCuO. Также в отделе проводится детальное комплексное исследование свойств таких систем и изготовление тестовых структур.

### Отдел магнитных наноструктур
Основные направления отдела — создание однослойных и многослойных латерально-ограниченных магнитных наноструктур различной формы, теория транспортных явлений в магнитных структурах, экспериментальные исследования транспортных свойств магнитных наноструктур. Теоретические исследования сосредоточены на системах с некомпланарным распределением намагниченности. Развиваются методики исследования магнитных состояний однослойных и многослойных магнитных наночастиц с помощью магнитно-силового микроскопа (МСМ). Методом МСМ исследованы неколлинеарные состояния в трёхслойных магнитных частицах. Развиваются методы изменения магнитного состояния наноструктур зондом магнитно-силового микроскопа. Ведутся экспериментальные исследования эффектов туннельного магнитосопротивления, топологического эффекта Холла и других транспортных явлений в магнитных наноструктурах.
- В институте впервые получены искусственные многослойные магнитные частицы с неколлинеарным распределением намагниченности, созданы крестообразные частицы с антивихревым распределением намагниченности. Продемонстрирована возможность переключения крестообразных частиц в антивихревое состояние.
- В системах с некомпланарным распределением намагниченности предсказан ряд новых эффектов, таких как выпрямление электрического тока, явление естественной оптической активности.

### Отдел терагерцовой спектрометрии
Основное направление отдела — разработка методов нестационарной спектроскопии ТГц частотного диапазона: разработка синтезаторов, генераторов гармоник на КПСР(квантовых полупроводниковых сверх решётках), спектрометров субТГц и ТГц частотных диапазонов. Ведутся аналитические исследования по определению примесей в высокочистых веществах, мониторинг химических процессов in situ в hi-tech. Исследуются вращательные спектры токсичных веществ, что позволяет, в частности, обнаруживать вредные соединения в атмосфере. Развивается неинвазивная медицинская диагностика на основе анализа выдыхаемого воздуха, ведутся разработки по определению жизнеспособности трансплантантов с помощью анализа промывочной жидкости.

## Научные школы
В ИФМ РАН работают две научные школы:
- «Создание физических основ нанесения метастабильных многослойных и нанокластерных плёночных структур, исследование их свойств»

Руководители: академик С. В. Гапонов, член-корр. РАН, Н. Н. Салащенко
- «Фундаментальные научные проблемы развития кремниевой оптоэлектроники и освоения терагерцового диапазона с использованием полупроводниковых наноструктур»

Руководитель: проф. З. Ф. Красильник

## Центр коллективного пользования
В институте функционирует центр коллективного пользования (ЦКП) «Физика и технология микро- и наноструктур», созданный в 2003 году.
В ЦКП выполняется большой набор исследований микро- и наноструктур методами рентгеновской дифракции, аналитической электронной микроскопии, сканирующей зондовой микроскопии, оптической, микроволновой и рентгеновской спектроскопии, вторично-ионной масс-спектроскопии, электрофизические исследования полупроводниковых микроструктур, исследования магнитных и сверхпроводящих свойств плёнок и наноструктур, оптические прецизионные измерения.

## Подготовка научных кадров
На базе ИФМ РАН и Нижегородского государственного университета (ННГУ) работает межфакультетская базовая кафедра «Физика наноструктур и наноэлектроника». Более 20 сотрудников преподают в ННГУ и заведуют 3 кафедрами ННГУ.
В институте работает аспирантура по специальностям:
- Приборы и методы экспериментальной физики
- Радиофизика
- Физика конденсированного состояния
- Физика полупроводников
- Твердотельная электроника, радиоэлектронные компоненты, микро- и нано- электроника приборы на квантовых эффектах
- Квантовая электроника

## Инновационная деятельность
Разработан и реализован газовый спектрометр терагерцового диапазона, работающий на эффекте свободно затухающей поляризации. Источником излучения является генератор гармоник, получаемых с использованием умножителя частоты на квантовых полупроводниковых сверхрешётках и синтезатора частоты на генераторе Ганна, работающего в диапазоне частот 87—117,5 ГГц.
- Рабочий диапазон частот 1—2,5 ТГц.
- Точность установки частоты {\displaystyle 10^{-9}}
- Инструментальная ширина линии < 10 кГц.
- Чувствительность (l = 1 м, {\displaystyle T_{\text{измер}}/N_{\text{точек}}}= 1 с) {\displaystyle 5\times 10^{-10}{\text{см}}^{-1}}
- Минимальное время измерения {\displaystyle 1\times 10^{-6}{\text{с}}}

Компания ООО Научно-производственное предприятие «Технологические электронные оптические системы» (НПП «ТЭОС») создана в 2005 г. группой сотрудников ИФМ РАН для продвижения на рынок разработанной автоматизированной системы технологического контроля толщины ленты стекла на основе низкокогерентной интерферометрии. Создана серия приборов для контроля качества процесса изготовления стекла и мониторинга технологических процессов, непосредственно использующиеся на производстве. На основе принципов низкокогерентной тандемной интерферометрии разработана аппаратура для высокоточного бесконтактного измерения оптической толщины прозрачных объектов.
Первый тип приборов предназначен для мониторинга толщины ленты флоат-стекла в горячей зоне его формирования (выпускается ООО НПП «ТЭОС»). Благодаря использованию инновационных принципов, защищённых патентами РФ, оборудование превосходит мировые аналоги по большинству ключевых технико-экономических характеристик. К настоящему времени эксплуатируется 13 комплексов на стекольных заводах России, Киргизии и Белоруссии.
Второй тип приборов предназначен для высокоточного мониторинга температуры, контроля толщины и изгиба прозрачных подложек в технологических процессах формирования плёночных наноструктур.
Компания ЗАО «X-Ray» учреждена группой сотрудников ИФМ РАН в 1998 году с целью продвижения на мировой и отечественный рынки многослойных рентгеновских зеркал и рентгенооптических систем на их основе, предназначенных для коллимации и фокусировки рентгеновского излучения. Рентгеновской диагностике плазмы, рентгенофлуоресцентном элементном анализе, рентгеновской астрономии, микроскопии и нанолитографии.
Такие системы применяются в:
- Разработана технология изготовления широкой номенклатуры элементов многослойной рентгеновской оптики для диапазона длин волн 0,05—100 нм: зеркала, коллиматоры, свободновисящие структуры для фильтрации, поляризации и фазового сдвига рентгеновского излучения.
- Разработан интерферометр с дифракционной волной сравнения и развиты методы для изучения и коррекции формы поверхностей оптических элементов и волновых аберраций оптических систем сверхвысокого разрешения с субнанометровой точностью.

## Регулярно организуемые научные конференции
- Симпозиум «Нанофизика и наноэлектроника» Архивная копия от 3 марта 2011 на Wayback Machine

## Известные сотрудники

### Директора
- Гапонов, Сергей Викторович — академик РАН, основатель института и его директор в 1993—2009 годах
- Красильник, Захарий Фишелевич — член-корреспондент РАН, директор в 2009—2015 годах и в 2016—2020 годах
- Гавриленко, Владимир Изяславович — и. о. директора в 2015—2016 годах, и. о. директора в 2020—2021 годах
- Новиков, Алексей Витальевич — директор с 2021 года

### Члены АН СССР и РАН
- Андронов, Александр Александрович — член-корреспондент РАН
- Салащенко, Николай Николаевич — член-корреспондент РАН, лауреат премии имени А. Г. Столетова

### Лауреаты премий
- Чхало, Николай Иванович — лауреат премии имени А. Г. Столетова